# La flor de pedra
La flor de pedra (en rus: Сказ о каменном цветке, Op 118) és el vuitè ballet que va escriure Serguei Prokófiev durant 1948-1950. Es tracta de l'últim ballet de Prokófiev, que ni tan sols va poder veure l'estrena al Teatre Bolxoi de Moscou el 12 de febrer de 1954, ja que va morir el 5 de març de 1953.
L'estrena fou dirigida per Y. Fayer, amb coreografia de Leonid Lavrovsky. Els ballarins incloïen Galina Ulanova (Katerina), Aleksey Yermolayev (Severyan), Maia Plissétskaia (Senyora de la Muntanya de Coure), i V. Preobrazhensky (Danilo).
Es basa en el conte homònim popular rus dels Urals de Pavel Bazhov i és també l'últim de la trilogia dels ballets que Prokófiev va escriure en la tradició del ballet rus.
Va ser un gran èxit a l'URSS però fins fa poc temps no es va estrenar i va recuperar per a la resta del món. L'explicació és que és el ballet més rus-soviètic de Prokófiev: una mena d'epopeia de l'obrer-artesà que busca la manera de fer arribar el gran art al món, que es pot entendre com una metàfora de la lluita per l'emancipació del poble treballador.
El 1957, al Teatre de Kirov de Sant Petersburg, Grigorovich va estrenar una nova versió que simplificava la trama respecte de la versió original. I el va recuperar per a la resta del món. Va fer de Danilo l'encarnació de l'artista, en el fons és la manifestació poètica del ballet romàntic: James, el camperol escocès que abandona la seva vida senzilla per perseguir la sílfide, en aquest cas seria la inspiració. La doble dimensió de la realitat i la fantasia. Mentrestant, Katerina, d'una banda és fràgil i infantil, però de l'altra, acaba per demostrar un gran coratge guiada pel seu amor cap a Danilo.
Les danses populars són la base del vocabulari coreogràfic de les escenes reals. Les escenes fantàstiques, però, estan realitzades servint-se de la dansa clàssica. També la parella protagonista s'expressa utilitzant el vocabulari de la dansa clàssica.

## Argument
L'acció es desenvolupa a la regió dels Urals, on Danilo, un picapedrer, somia tallar una flor feta de pedres precioses de la muntanya de coure. Katerina és la seva promesa. En la seva festa de compromís apareix la Propietària de la muntanya de coure, que és l'única que posseeix el secret de com tallar una flor de pedra. Danilo decideix acompanyar-la per complir el seu desig.
Mentre Katerina troba a faltar a Danilo, és assetjada per Severyan, el capatàs dels miners. A la fira del poble, la propietària de la muntanya apareix per castigar Severyan, que s'enfonsa en l'abisme, on van a parar els éssers malvats.
Katerina, guiada per l'esperit del foc, arriba a la muntanya de coure. Danilo troba a faltar al seu poble, del qual la propietària de la muntanya el manté allunyat. Després del dolç retrobament entre Katerina i Danilo, la propietària de la muntanya intenta que Danilo no l'abandoni, però acaba renunciant davant l'amor dels dos joves.